# Bierstaat
Cet article possède un paronyme, voir Bierstadt.
Vous pouvez aider à l'améliorer ou bien discuter des problèmes sur sa page de discussion.
- Il ne cite pas suffisamment ses sources. Vous pouvez indiquer les passages à sourcer avec {{référence nécessaire}} ou {{Référence souhaitée}}, et inclure les références utiles en les liant aux notes de bas de page. (Marqué depuis mars 2021)

- Archive Wikiwix
- Bing
- Cairn
- DuckDuckGo
- E. Universalis
- Gallica
- Google
- G. Books
- G. News
- G. Scholar
- Persée
- Qwant
- (zh) Baidu
- (ru) Yandex
- (wd) trouver des œuvres sur Wikidata

Le Bierstaat (État de la bière), aussi appelé Bierherzogtum (Duché de la bière) ou Bierkönigreich (Royaume de la bière) est une représentation carnavalesque qui était fréquemment donnée par les étudiants jusqu'à la première moitié du XIXe siècle. Elle pouvait durer plusieurs jours et s'accompagnait d'une surconsommation d'alcool. Le Bierstaat consistait à parodier les structures féodales du Saint-Empire romain germanique, l'aristocratie et le clergé. Les villes de Iéna, Leipzig et Breslau (actuellement Wrocław) étaient particulièrement réputées pour ce type de divertissement. Des jeux de boisson simples et courts sur le même thème étaient également courants. On les appelait Fürst von Thoren (Roi des fous) ou Papstspiel (Jeu du Pape) et ils marquaient probablement le début des Bierstaaten. Les premiers Trinkerreiche (royaumes de buveurs) remontent vraisemblablement au XVIe siècle. 
Ces divertissements sont le sujet de nombreuses représentations et références littéraires, notamment lorsque les Bierstaaten ont touché à leur fin dans la première moitié du XIXe siècle.
Ces manifestations mêlaient habituellement la parodie carnavalesque à des discours et plaisanteries goguenards empruntés au cabaret comme à la littérature, et à une forte consommation d'alcool. D'un point de vue actuel, la plupart de ces représentations allaient bien au-delà des limites du bon goût et illustrent les coutumes estudiantines débridées qui avaient cours jusqu'au XIXe siècle. 
Après la Seconde Guerre mondiale, la République fédérale d'Allemagne a connu des tentatives pour faire revivre les Bierherzogtümer dans la tradition d'Iéna, alors interdits en RDA. Ces tentatives ont échoué, à l'exception de la fraternité étudiante Corps Franconia Jena, maintenant installée à Ratisbonne. Aujourd'hui, ces divertissements sont pratiquement inconnus et il n'existe plus qu'un État de la bière, celui d'Henneberg-Wöllnit. Chaque année, le  « roi » de celui-ci est cherché dans Ratisbonne sous l'égide des Jenenser Franken (les franconiens d'Iéna). Ailleurs, il est tombé dans l'oubli ou fait l'objet d'études historiques. 
Bierkönig (Roi de la bière) désigne aussi la personne qui distribuait les cartes lors d'un tour au Quodlibet, un jeu de cartes traditionnel. 

## Duché de la bière

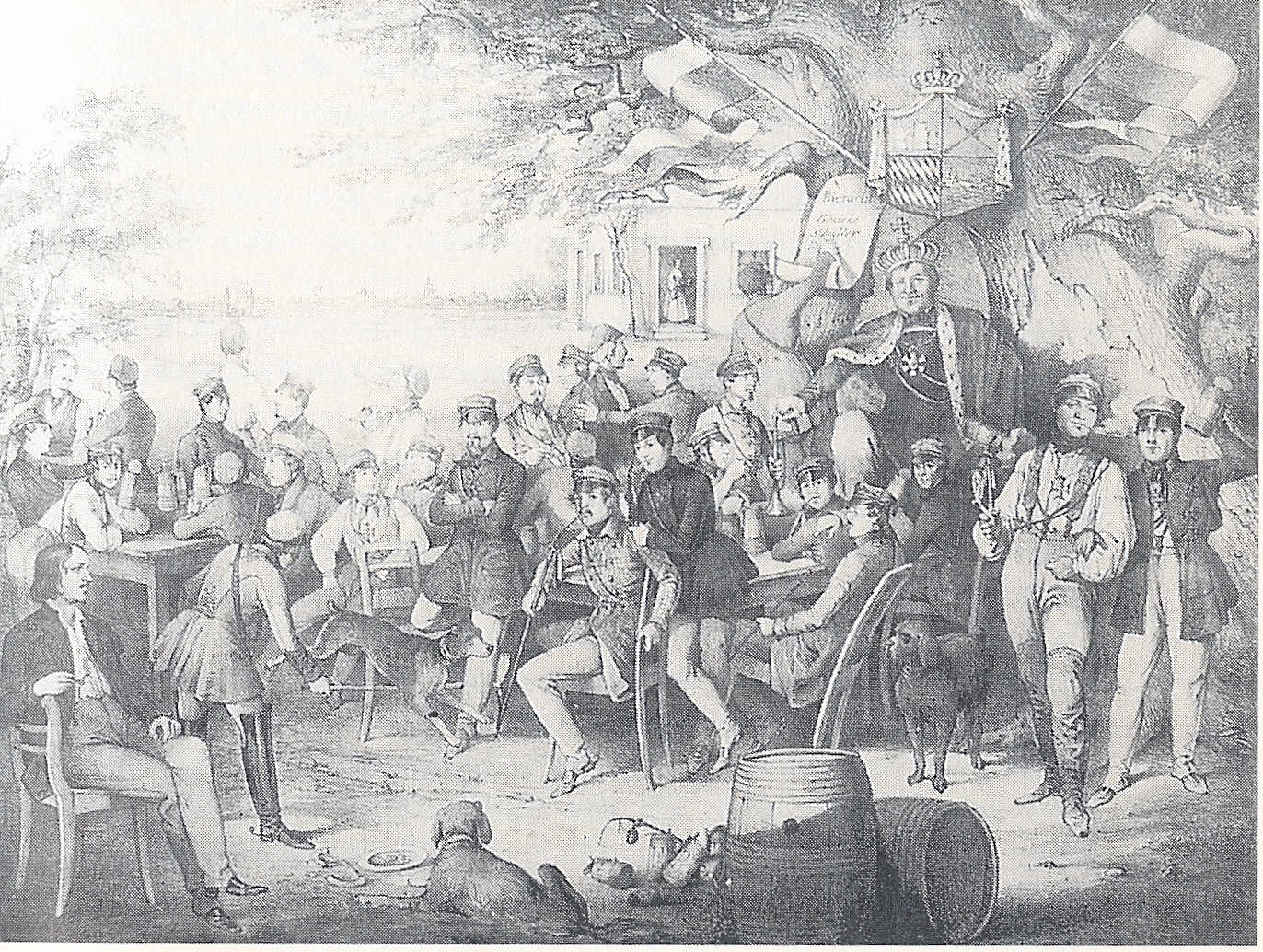
Un duché de la bière d'étudiants de Leipzig autour de 1847

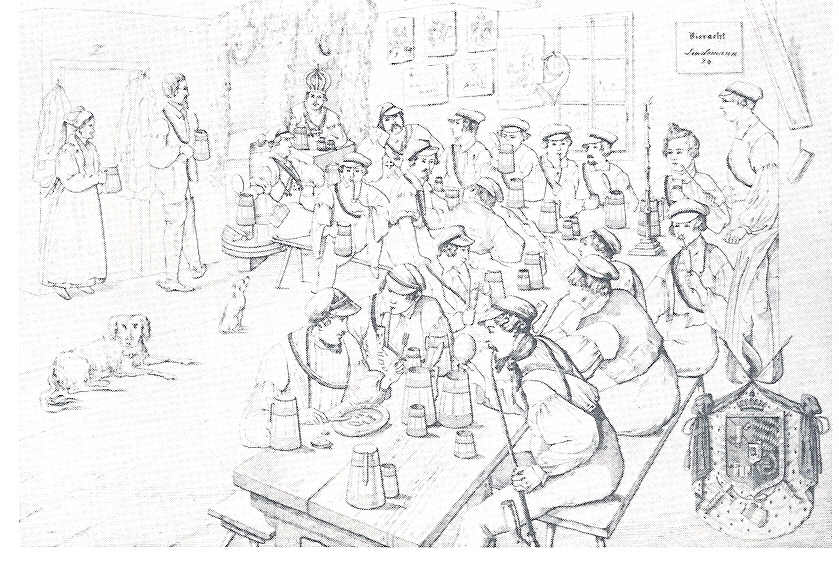
Un duché de la bière à Lichtenhain

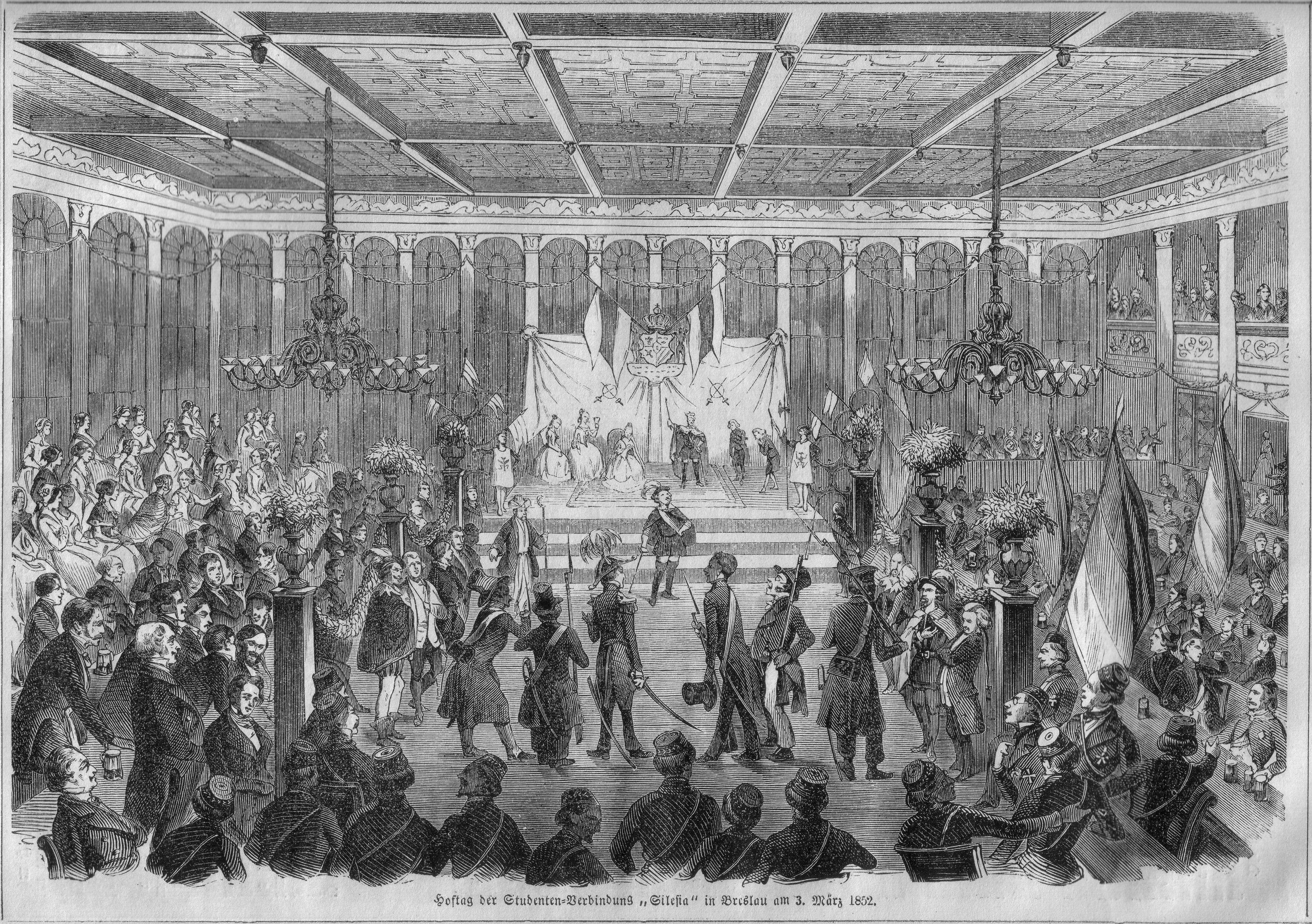
Réunions des états (Hoftag) du Corps Silesia en 1852 à Breslau

Les duchés de la bière (Bierherzogtümer) sont des divertissements de grande ampleur durant parfois plusieurs jours. Ils avaient notamment lieu à Iéna, Leipzig et Breslau. Les étudiants d'Iéna quittaient la ville pour aller dans des villages proches, surnommés Bierdörfer (villages de la bière), tels que Lichtenhain, Ziegenhain, Ammerbach ou Wöllnitz. Le duché de la bière de Lichtenhain de la fraternité étudiante Corps Thuringia Jena était célèbre et toujours dirigé par un Duc nommé « Tus ». D'après la tradition, le nom du premier « duc » provient du prénom bourgeois « Justus ». Depuis le 3 mars 1823, le Corps Franconia Jena fête la réunion des États (Hoftag) qui était célébrée à Iéna par une grande farandole à travers la ville. N'importe quel homme honorable pouvait participer à l'État de la bière et quelques fermiers âgés de Wöllnitz étaient des chevaliers très estimés. Le Seigneur de l'État de la bière d'Henneberg-Wöllnitz s'appelait « Popp ». Dirigeant incontesté de l'État de la bière, il choisissait comment interpréter ses règles éternellement changeantes devant un Biergericht (tribunal de la bière). 
Entre 1841 et 1844, la fraternité étudiante Corps Lusatia Leipzig a célébré le Biergrafschaft Zschocher (Comté de la bière de Zschocher) dans un village en suivant l'exemple d'Iéna. Sur la lithographie de 1847 ci-contre, le théologien et futur homme politique Heinrich Immisch endosse le rôle du Graf Strolch II (Comte Chenapan II). La fraternité Corps Marchia Berlin organisait une mascarade similaire lors de son Bierkönigreich Flandern und Brabant (Royaume de la bière de Flandre et de Brabant), grâce à laquelle elle contournait les restrictions du Carême. 
Ces représentations répartissaient fréquemment les rôles sociaux entre les participants qui procédaient ensuite à différents rituels, généralement liés à la consommation de bière. Plus le statut social du personnage était élevé, plus son interprète devait boire. Le Duc de la bière (Bierherzog) faisait par exemple un discours assis sur un trône et donnait des ordres de bière (Bierorden). Un fou faisait des plaisanteries aux dépens des participants. Un évêque confrontait le public et les participants à leurs péchés. Les infractions au protocole étaient passibles de Bierstrafen (punitions de bière) et parfois de Bieracht (mise au ban de bière). 
La deuxième et la troisième strophes du chant estudiantin traditionnel Sind wir nicht zur Herrlichkeit geboren (Ne sommes-nous pas nés pour la splendeur) détaillent la notion de Bierstaat : 
L'Europe entière se demande bien, 
Quelle nouvelle principauté est née. 
Qui peut boire le plus est Roi, 
Évêque qui embrasse le plus de filles. 
Qui picole bravement, nous appelons Monsieur le Comte ;
Qui fait la noce, devient policier.
Notre médecin étudie la gueule de bois, 
Le poète de cour compose des chansons paillardes ; 
L'échanson de cour inspecte le trésor, 
Où sur l'ardoise figurent les comptes ; 
Et le financier paye généreusement, 
Lorsque l'on va à l'encontre des mœurs. 
 (Paroles et mélodie : Hermann Wollheim, 1835)

## « Quelle qualité élève l'homme »: Jeu du Pape et Roi de la bière

### Le jeu du Pape
Auparavant, il existait déjà des jeux où la place des participants dans la hiérarchie sociale dépendait de la quantité d'alcool ingurgitée. Les plus grands honneurs étaient ainsi accordés à qui supportait de boire le plus. Il était assez courant de faire vomir ou s'évanouir le « Pape », le gagnant du jeu, par une fumigation au tabac à la fin de la partie. La première description des Papstspiele (Jeux du Pape) date de 1644. 
Des traces de ce jeu subsistent encore dans le langage des membres des corporations étudiantes allemandes. Par exemple, on appelle aujourd'hui encore un lavabo Papst ou « Pape ».
Goethe fait allusion au jeu du Pape dans la première partie de Faust, dans la scène « La cave d'Auerbach à Leipzig ». Goethe avait fait des études de droit à Leipzig dans les années 1760 et était intimement familier avec les coutumes estudiantines contemporaines. Il met en scène une bande d'étudiants qui s'ennuient dans une auberge et cherchent à se divertir :
B r a n d e r. Une chanson odieuse ! Ptoui ! Une chanson politique ! 
Une chanson fâcheuse ! Remerciez chaque matin le Seigneur, 
Que vous n'ayez à vous soucier du Saint-Empire !
J'estime au moins que c'est une chance inouïe 
Que je ne sois ni Empereur ni Chancelier. 
Toutefois nous non plus ne devons manquer de chef,
Élisons-nous un Pape. 
Vous savez, quelle qualité détermine l'issue, élève l'homme. 
(Johann Wolfgang von Goethe, Faust, Der Tragödie erster Teil, vers 2092–2100)
La phrase « Vous savez, quelle qualité détermine l'issue, élève l'homme » fait clairement allusion à la résistance à l'alcool. 

### Le Roi de la bière
L'écrivain satirique américain Mark Twain rapporte des faits semblables dans A Tramp Abroad (Ascensions en télescope) en 1878, dans lequel il décrit des expériences vécues avec la fraternité nommée Heidelberger Corps. Il mentionne également la coutume consistant à élire un « Roi de la bière », appelé Beer King. 

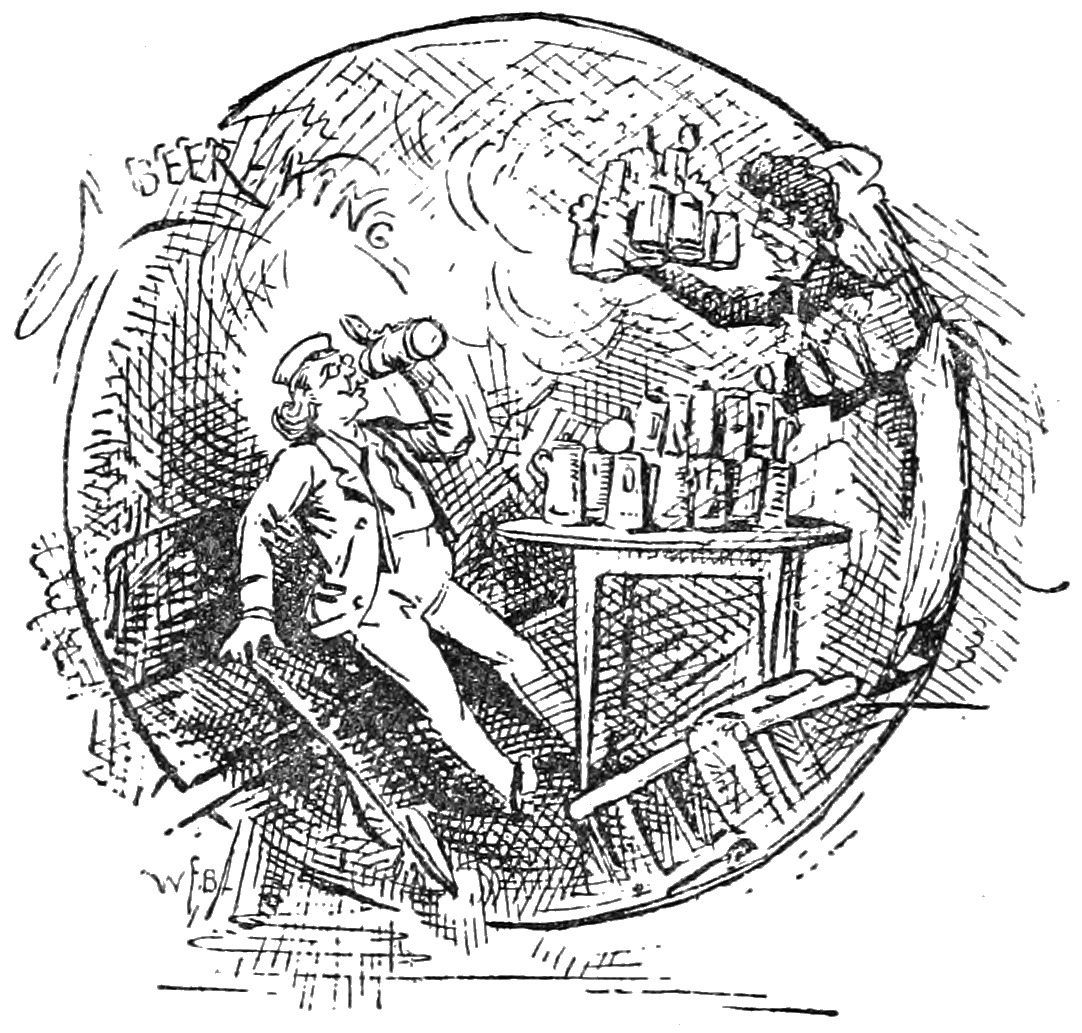
Walter Francis Brown, The Beer King, illustration pour A Tramp Abroad de Mark Twain

| Kneips are held, now and then, to celebrate great occasions, like the election of a beer king, for instance. The solemnity is simple; the five corps assemble at night, and at a signal they all fall loading themselves with beer, out of pint-mugs, as fast as possible, and each man keeps his own count — usually by laying aside a lucifer match for each mug he empties. The election is soon decided. When the candidates can hold no more, a count is instituted and the one who has drank the greatest number of pints is proclaimed king. I was told that the last beer king elected by the corps — or by his own capabilities — emptied his mug seventy-five times. No stomach could hold all that quantity at one time, of course — but there are ways of frequently creating a vacuum, which those who have been much at sea will understand. (Mark Twain, A Tramp Abroad, Chapter IV, "Beer King", 1878) | Des fêtes (Kneipe) sont régulièrement organisées par la fraternité pour célébrer les grandes occasions, telles que l'élection d'un Roi de la bière. Le déroulement de la cérémonie est simple : les cinq fraternités se réunissent le soir, et, une fois le signal donné, le but est de boire le plus de bière, le plus rapidement. Tous boivent dans des chopes d'un demi-litre et chacun tient son propre compte, généralement à l'aide d'allumettes – une allumette pour une chope vidée. L'élection a rapidement lieu. Quand les candidats ne peuvent plus rien avaler, l'on procède au décompte, et celui qui a bu le plus de chopes est proclamé roi. On m'a dit que le dernier roi élu par la fraternité – ou plutôt, grâce à son talent – avait vidé 75 chopes. Bien sûr, aucun estomac ne peut contenir autant de liquide d'un coup ; mais il existe certaines techniques pour le vider fréquemment, ce que savent bien les navigateurs. (Mark Twain, A Tramp Abroad (Ascensions en télescope), chapitre IV : « Le Roi de la bière », 1878) |

En lisant cette description, il apparaît cependant de manière flagrante que Mark Twain n'a jamais assisté à une telle cérémonie. S'il fut invité par la fraternité à un Pauktag – autre évènement typique des fraternités – au cours duquel il fut le spectateur de violents duels d'escrime, il n'assista jamais en personne à une Kneipe.  
À l'époque, l'étiquette des Kneipe et le complexe « Code de la bière » (Biercomment) de la fraternité sont en train d'être établis, dans le dessein de ne pas voir ces évènements se réduire à de simples concours de boisson. L'auteur a ici été dupé par la probable vantardise de ses informateurs. 

## Le Roi des fous

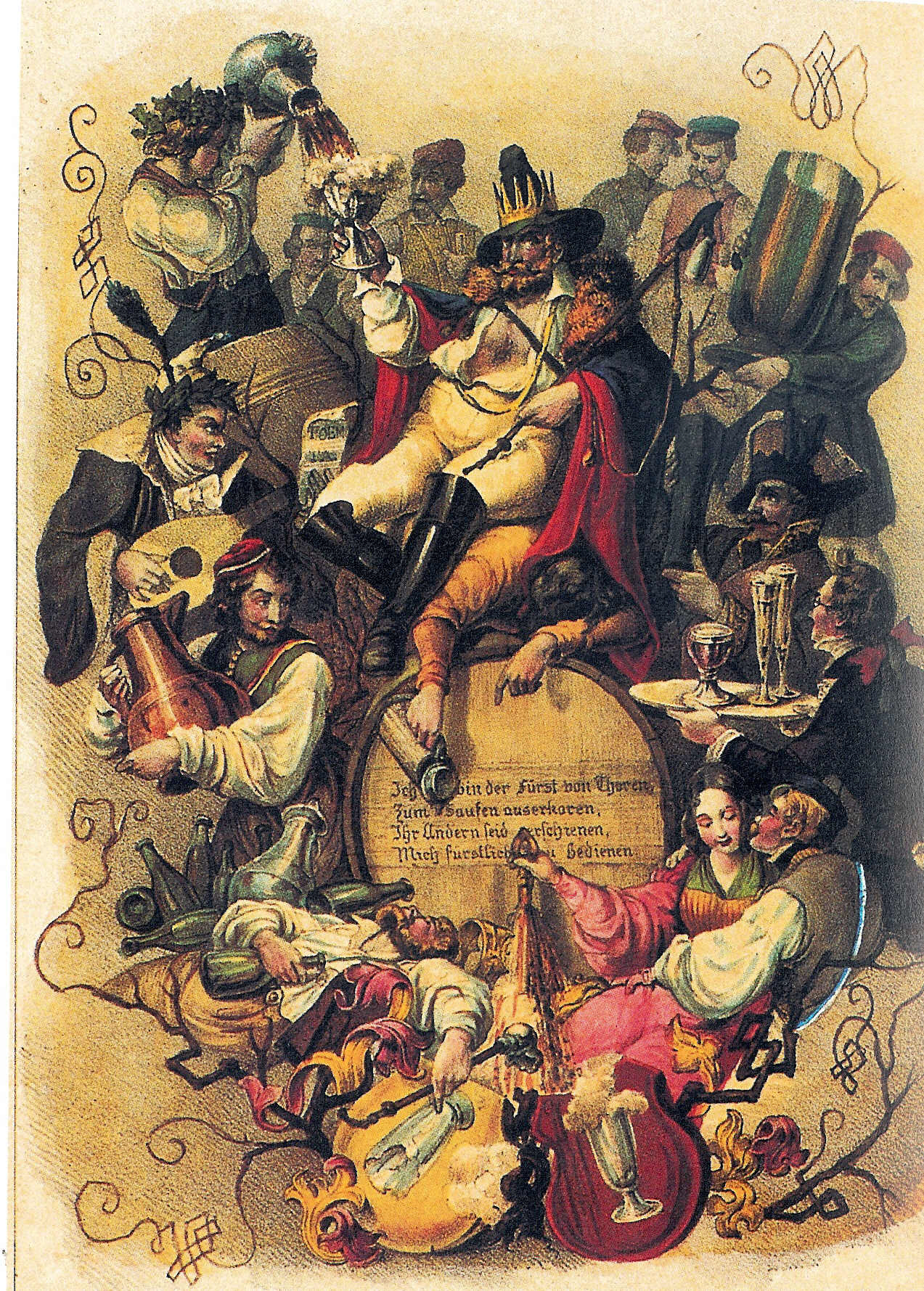
Le Roi des fous, lithographie en couleur, J. F. Lentner, v. 1848

Il existe de nombreuses représentations du jeu nommé Fürst von Thoren (Le Roi des fous), ainsi qu'une chanson, qui était chantée au cours de la partie. Le plaisir du vin en faisait naturellement aussi partie intégrante. 
Le principe, relativement simple, est le suivant : tous les participants chantent la chanson en entier et boivent à tour de rôle avec l'étudiant qui a été désigné au préalable comme « Roi ». Le rôle de Roi passe de l'un à l'autre au cours du jeu. Le Roi du moment est assis sur un « trône », généralement une chaise posée sur une table. Les représentations de festivités étudiantes de la première moitié du XIXe siècle montrent souvent un étudiant assis sur une chaise posée sur une table au milieu d'autres buveurs, ce qui témoigne de la popularité de ce jeu à l'époque.
L e   r o i : Je suis le Roi des fous 
Élu pour boire. 
Vous autres êtes venus 
Pour me servir royalement. 
T o u s : Pour assister à vos grâces, 
Avec des vins de toutes sortes,
Pour vous servir royalement,
Nous sommes tous venus ici.
On considère que le « Roi des fous » est à l'origine des concepts plus élaborés des Bierstaaten, développés par la suite, dont il est une sorte de forme primitive. Il subsiste des preuves de son existence dès 1697. La chanson a été imprimée pour la première fois en 1815, dans le Bréviaire estudiantin de Leipzig de C. Hinkel.